# Kammyntasläktet
Kammyntasläktet eller kryddmynta (Elsholtzia) är ett släkte inom familjen kransblommiga växter, hemmanhörande i Asien.
En art förekommer förvildad i Sverige, upp till och med Uppland. Det är en 1-årig, 3–6 decimeter hög, starkt luktande ört med ensidiga ax ordnade av stora skärmfjäll täckta knippen av små, blekröda blommor.